# Edvard Larsen
Martin Edvard Larsen (Oslo, 27 ottobre 1881 – Oslo, 10 settembre 1914) è stato un triplista norvegese, vincitore della medaglia di bronzo ai Giochi olimpici di Londra 1908 con la misura di 14,39 m.

## Palmarès
| Anno | Manifestazione  | Sede      | Evento       | Risultato | Prestazione | Note |
| ---- | --------------- | --------- | ------------ | --------- | ----------- | ---- |
| 1908 | Giochi olimpici | Londra    | Salto triplo | Bronzo    | 14,39 m     |      |
| 1912 | Giochi olimpici | Stoccolma | Salto triplo | 6º        | 14,06 m     |      |